# Gian Luca Galletti
Gian Luca Galletti (Bologna, 15 luglio 1961) è un politico italiano, Presidente dell'UCID e già Ministro dell'ambiente e della tutela del territorio e del mare dal 22 febbraio 2014 al 1º giugno 2018, prima nel Governo Renzi e poi riconfermato in carica nel Governo Gentiloni.

## Biografia
Laureato in Economia e Commercio presso l'Università di Bologna, esercita dal 1989 la professione di dottore commercialista. È sposato e padre di quattro figli.
Dal 1990 al 2009 è stato consigliere comunale a Bologna, oltre che assessore al bilancio tra il 1999 ed il 2004 nell'unica giunta di destra a governare Bologna, quella di Giorgio Guazzaloca.
Nel 2005 è eletto consigliere regionale all'assemblea dell'Emilia-Romagna per l'UDC.
Alle elezioni del 2006 è eletto deputato alla Camera nella lista UDC a sostegno di Silvio Berlusconi.
È rieletto alle elezioni del 2008, per l'Unione di Centro per il Terzo Polo, che non si presenta in coalizione. 
Dal 2008 è vice capogruppo vicario del UDC alla Camera dei deputati. Nel 2009 si candida a Presidente della Provincia di Bologna ottenendo il 4,6%. Si candida alle elezioni regionali del 2010 a presidente della Regione Emilia-Romagna per l'UDC ottenendo il 4,2%. 
In tale campagna elettorale si dichiara a favore dell'uso dell'energia nucleare, affermando che “Se mi dimostrano che in tutta Italia il sito più sicuro e più economico è in Emilia-Romagna, io non avrei timore a metterlo in Emilia-Romagna”.
Dal 21 marzo 2012 Galletti è vicepresidente dell'UDC alla Camera. Il 26 aprile seguente viene eletto per acclamazione nuovo capogruppo dell'Unione di Centro alla Camera dei deputati subentrando al leader del partito Pier Ferdinando Casini.
Nel luglio del 2012, a seguito del referendum sull'acqua pubblica contro cui aveva fatto campagna, Galletti preconizza "conseguenze gravi" e un "danno enorme" per via dell'azzeramento della concorrenza.
È ricandidato alle elezioni del 2013 nelle liste UDC a sostegno di Mario Monti, ma non sarà eletto.
Il 2 maggio 2013 viene nominato Sottosegretario di Stato del Ministero dell'Istruzione, dell'Università e della Ricerca  nel Governo Letta.

### Ministro dell'ambiente e della tutela del territorio e del mare
Il 22 febbraio 2014 Galletti viene nominato Ministro dell'ambiente e della tutela del territorio e del mare nel Governo Renzi.
La sua nomina è stata commentata come un caso da manuale Cencelli, indicativo della scarsa rilevanza attribuita al ministero. Monica Frassoni, dei Verdi europei, lo definisce "il commercialista di Casini".
Durante la presidenza di turno italiana nel 2014, il Consiglio UE in materia di ambiente conduce in porto la modifica della normativa europea sugli Ogm, che in chiave restrittiva consente a ogni stato membro di vietare la coltivazione sul proprio territorio degli organismi geneticamente modificati già autorizzati a livello europeo. Nello stesso periodo guida il Consiglio dei Ministri dell'Ambiente dell'UE verso una normativa più restrittiva sull'uso dei sacchetti monouso.
A settembre 2014 Galletti firma il decreto recante il parere della Commissione per la Valutazione di Impatto Ambientale (VIA) sulla compatibilità ambientale del progetto TAP (Gasdotto Trans-Adriatico), nonostante l'avversione di Provincia di Lecce, Regione Puglia e Ministero Beni Culturali
A dicembre 2014, in occasione della XX Conferenza delle Parti dell'UNFCCC ha partecipato ai negoziati sui cambiamenti climatici rappresentando l'Unione Europea in occasione del semestre italiano di Presidenza. E, nel dicembre 2015, alla COP 21 di Parigi, dove 195 Paesi del mondo hanno sottoscritto un accordo sul clima.
Nel gennaio del 2016 partecipa al "Family Day", evento organizzato da movimenti di destra e associazioni cattoliche contro il riconoscimento delle unioni fra omosessuali, in contrapposizione alla linea del Governo su questo argomento.
Il 12 dicembre 2016 viene riconfermato alla guida del ministero per il Governo Gentiloni.
Durante la sua guida del ministero tra i principali provvedimenti vi è stato il piano nazione contro il dissesto idrogeologico.
Decade dalla carica di ministro con l'insediamento del Governo Conte I.

### Dopo il governo
Il 14 febbraio 2020 è stato nominato presidente dell'UCID per il triennio 2020-2023; succede nella carica a Riccardo Ghidella.